# 聖路加及女王街教堂
聖路加及女王街教堂（英語：St Luke's & Queen Street Church）是一座位於蘇格蘭鄧迪市布勞蒂費里的蘇格蘭教會教堂，於1884年建成，由蘇格蘭建築師希波呂特·布蘭可設計。教堂目前是屬於A項登錄建築。